# Lijst van rangen bij de Nederlandse brandweer
Dit is een lijst van rangen bij de Nederlandse brandweer.

## Rangen
De Nederlandse brandweer kent net als politie en strijdkrachten een systeem van rangen.
Vanaf 1 oktober 2010 is de wet veiligheidsregio's in werking getreden, en hiermee zijn ook de rangen binnen de brandweer veranderd. Brandweerpersoneel wordt niet meer in rang aangesteld, maar in functie. Ook is er een aantal rangen verdwenen in het nieuwe systeem en heeft een aantal rangen een ander teken gekregen. De overgang van rangen naar functies vond plaats voor 1 oktober 2011.
Hieronder volgt de lijst in volgorde van de hoogste naar de laagste rang:

## Rangen vanaf 1 oktober 2011
| Officieren    | Officieren                  |
| ------------- | --------------------------- |
|               | Hoofdcommandeur             |
|               | Adjunct-Hoofdcommandeur     |
|               | Commandeur                  |
|               | Hoofdbrandmeester           |
| Onderofficier |                             |
|               | Brandmeester                |
| Manschappen   |                             |
|               | Hoofdbrandwacht             |
|               | Brandwacht                  |
|               | Algemene / Aspirantfuncties |

Overzicht brandweerfuncties Besluit Personeel Veiligheidsregio's
| Repressieve Functies                  | Repressieve Functies          |
| Functie                               | Rang                          |
| ------------------------------------- | ----------------------------- |
| Commandant van Dienst                 | Adjunct–Hoofdcommandeur       |
| Hoofdofficier van Dienst              | Commandeur                    |
| Adviseur Gevaarlijke Stoffen          | Commandeur                    |
| Meetplanleider                        | Commandeur                    |
| Officier van Dienst                   | Hoofdbrandmeester             |
| Bevelvoerder                          | Brandmeester                  |
| Duikploegleider                       | Hoofdbrandwacht               |
| Manschap                              | Brandwacht of Hoofdbrandwacht |
| Chauffeur                             | Brandwacht of Hoofdbrandwacht |
| Voertuigbediener                      | Brandwacht of Hoofdbrandwacht |
| Gaspakdrager                          | Brandwacht of Hoofdbrandwacht |
| Brandweerduiker                       | Brandwacht of Hoofdbrandwacht |
| Verkenner Gevaarlijke Stoffen         | Brandwacht of Hoofdbrandwacht |
| Beheersmatige Functies                |                               |
| Functie                               | Maximale Rang                 |
| Commandant                            | Hoofdcommandeur               |
| Strategisch manager                   | Adjunct–Hoofdcommandeur       |
| Manager Veiligheid                    | Adjunct–Hoofdcommandeur       |
| Tactisch Manager                      | Commandeur                    |
| Specialist Risico’s en Veiligheid     | Commandeur                    |
| Specialist Operationele Voorbereiding | Commandeur                    |
| Specialist Brandpreventie             | Maximaal hoofdbrandmeester    |
| Specialist Opleiden en Oefenen        | Hoofdbrandmeester             |
| Operationeel Manager                  | Hoofdbrandmeester             |
| Medewerker Operationele Voorbereiding | Brandmeester                  |
| Medewerker Brandpreventie             | Brandmeester                  |
| Medewerker Opleiden en Oefenen        | Brandmeester                  |
| Docent                                | Brandmeester                  |
| Oefencoördinator                      | Brandmeester                  |
| Ploegchef                             | Brandmeester                  |
| Centralist Meldkamer                  | Brandmeester                  |
| Controleur Brandpreventie             | Hoofdbrandwacht               |
| Instructeur                           | Maximaal brandmeester         |

De brandweerlieden dragen epauletten op hun kazernekleding en officieel uniform als teken van hun rang.

## Herkenbaarheid
Tot 1999 werd om de ter plaatse belangrijke functies aan te geven soms gebruikgemaakt van strepen op de helmen van de officieren. Na 1999 maakt men gebruik van hesjes of schouderdelen in diverse kleuren, waarop de betreffende functie is gedrukt.
| Aanduiding op de helm | Aanduiding op de helm     |
| --------------------- | ------------------------- |
|                       | Regionaal Commandant      |
|                       | Commandant                |
|                       | Hoofd Officier van Dienst |
|                       | Officier van Dienst       |
|                       | Bevelvoerder              |

Door ingrijpende wijzigingen in de GRIP-structuur (en ook de wet veiligheidsregio's) is gekozen om in plaats van de rang de functie van diverse functionarissen weer te geven. Daarom worden sinds 1999 de functies op de brandweerjassen weergegeven, in diverse kleuren. Rood, oranje, geel zijn naast oplopend in functie ook oplopend in rang. Ondersteunende functies zijn in groen (milieu) en blauw (publiek) weergegeven. Zolang jassen nog niet vervangen werden, mochten ook hesjes gedragen met een opdruk die de functie aangaf.
| Herkenbaarheid | Herkenbaarheid | Herkenbaarheid               |
| -------------- | -------------- | ---------------------------- |
| Bevelvoerder v | Bevelvoerder a | Bevelvoerder                 |
| OVD v          | OVD a          | Officier van Dienst          |
| HOVD v         | HOVD a         | Hoofd Officier van Dienst    |
| AGS v          | AGS a          | Adviseur Gevaarlijke Stoffen |
| VL v           | VL a           | Voorlichting                 |

## Rangen tot 1 oktober 2011
| Hoofdofficieren   | Hoofdofficieren                   |
| ----------------- | --------------------------------- |
|                   | Hoofdcommandeur 1e klas           |
|                   | Hoofdcommandeur                   |
|                   | Adjunct-Hoofdcommandeur 1e klas   |
|                   | Adjunct-Hoofdcommandeur           |
|                   | Commandeur 1e klas                |
|                   | Commandeur                        |
| Officieren        |                                   |
|                   | Hoofdbrandmeester 1e klas         |
|                   | Hoofdbrandmeester                 |
|                   | Adjunct-Hoofdbrandmeester 1e klas |
|                   | Adjunct-Hoofdbrandmeester         |
| Onderofficieren   |                                   |
|                   | Brandmeester                      |
| Aspirant Officier | Aspirant-Officier                 |
|                   | Onderbrandmeester                 |
| Manschappen       |                                   |
|                   | Hoofdbrandwacht                   |
|                   | Brandwacht 1e klas                |
|                   | Brandwacht (Manschap)             |